# BTR-80

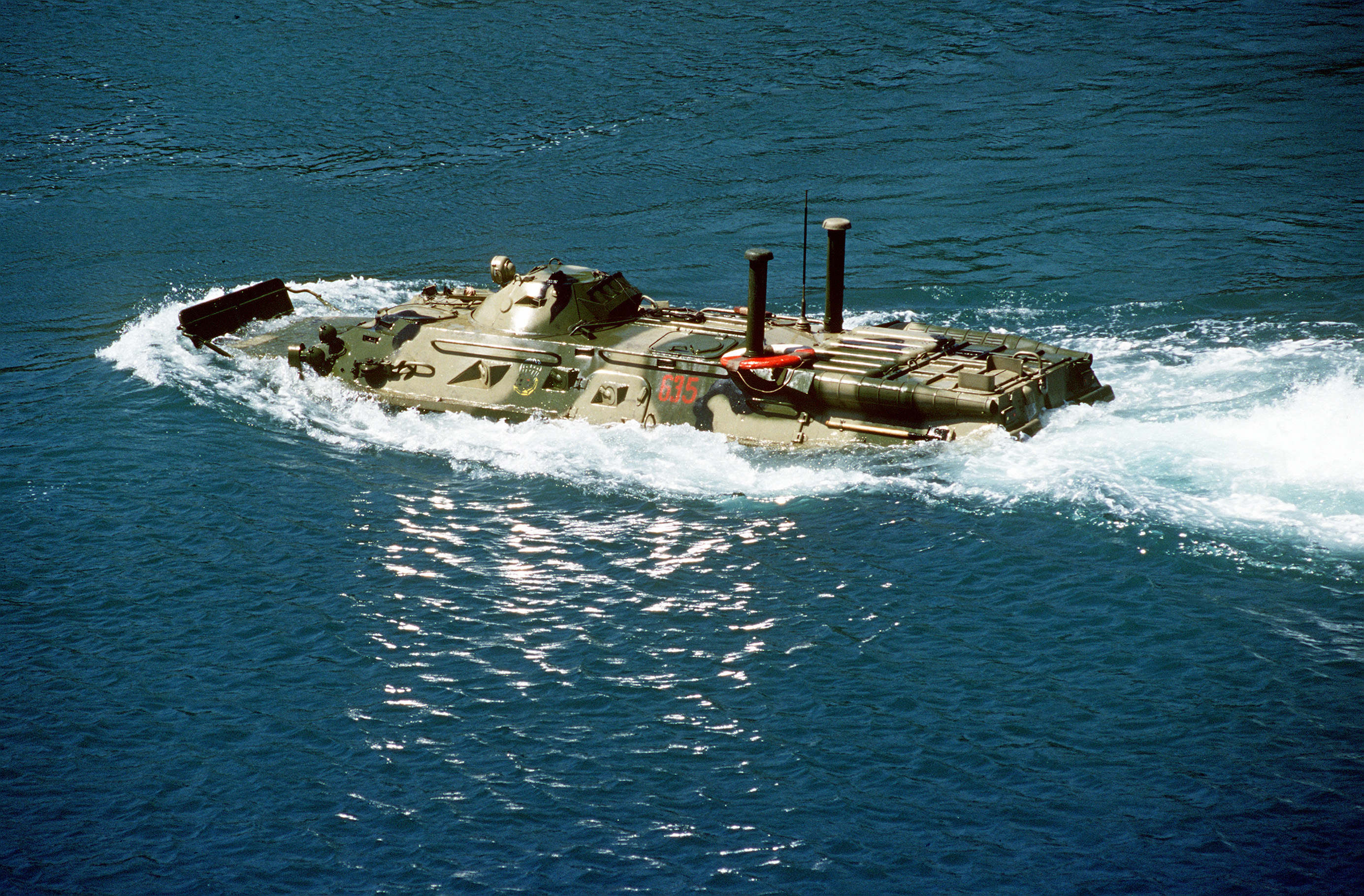
Un BTR-80 mette in mostra le proprie capacità anfibie

Il BTR-80 (in cirillico: БТР-80) è il capostipite di una famiglia di veicoli da trasporto truppe ruotati anfibi di fabbricazione sovietica prima e russa poi, entrati in servizio nell'Armata rossa a partire dal 1985.
Progettato per il trasferimento delle truppe in prossimità delle linee di contatto con le forze avversarie, ha progressivamente sostituito i predecessori BTR-60 e BTR-70, i cui limiti erano stati evidenziati nel corso delle operazioni sovietiche in Afghanistan.
Entrato in produzione seriale nel 1984, ha ricevuto il battesimo del fuoco sul finire della guerra in Afghanistan e, dagli anni '90, ha ricoperto il ruolo di principale vettore corazzato per il trasporto della fanteria tra le file delle Forze armate della Federazione Russa.
Impiegato nelle forze armate di numerose ex-repubbliche sovietiche, è stato esportato attivamente nei continenti sudamericano ed africano e ne sono state realizzate dozzine di versioni delle quali, la più recente in ordine cronologico, è denominata BTR-82A, entrata in servizio nelle forze armate russe nel 2013.
Al 2021 i mezzi della famiglia del BTR-80 vengono attivamente impiegati dalle forze russe, nonostante siano in corso numerosi programmi per lo sviluppo di nuovi mezzi che li sostituiscano quali: il programma Taifun (Taifun-U e Taifun-K) ed Armata (Bumerang).

## Caratteristiche
I due motori a benzina del BTR-70 sono stati sostituiti da un motore Diesel al fine di migliorare l'affidabilità e ridurre i rischi di incendio in caso di colpi ricevuti.
A differenza del BTR-80 che protegge solo dal calibro 7.62, nella versione BTR-82A (e nelle versioni derivate dal BTR-82A) la corazzatura è migliorata, con la resistenza al 12,7mm russo garantita a 100 metri frontalmente mentre sui fianchi vi è lo stesso raggio utile di tiro per armi da 7.62 .
Il mezzo inoltre presenta dei portelli di accesso maggiorati, con una struttura che si adatta alla conformazione inclinata delle pareti, con l'apertura della sezione inferiore della porta verso il basso mentre la parte superiore si apre verso l'alto. Le portiere sono strette ma assicurano una rapida accessibilità del vano truppe.
Le feritoie rimangono, ma sono migliorate. In particolare esse hanno solo la funzione di punti di fuoco, per via che adesso sono disponibili anche iposcopi con blindovetri per la visione.
L'armamento è dato dalla solita torretta, ma con elevazione aumentata rispetto ai +35 gradi iniziali, fino a circa 80 gradi, per permettere un migliore fuoco antiaereo (e contro obiettivi in alto, come nel caso della guerra in montagna: i BTR si erano dimostrati vulnerabili agli assalti dei guerrigleri Afgani che preparavano imboscate nelle strade montuose). Nel modello più recente vi è un cannone da 30mm in una torretta molto migliorata e ingrandita.
Il BTR-80 è anfibio con idrogetti posteriori.

## Varianti
- BTR-80: trasporto truppe
- BTR-80K: versione comando
- BTR-80A: veicolo da combattimento della fanteria con un cannone 2A72 da 30 mm

- BTR-80AM: trasporto truppe
- BTR-80S

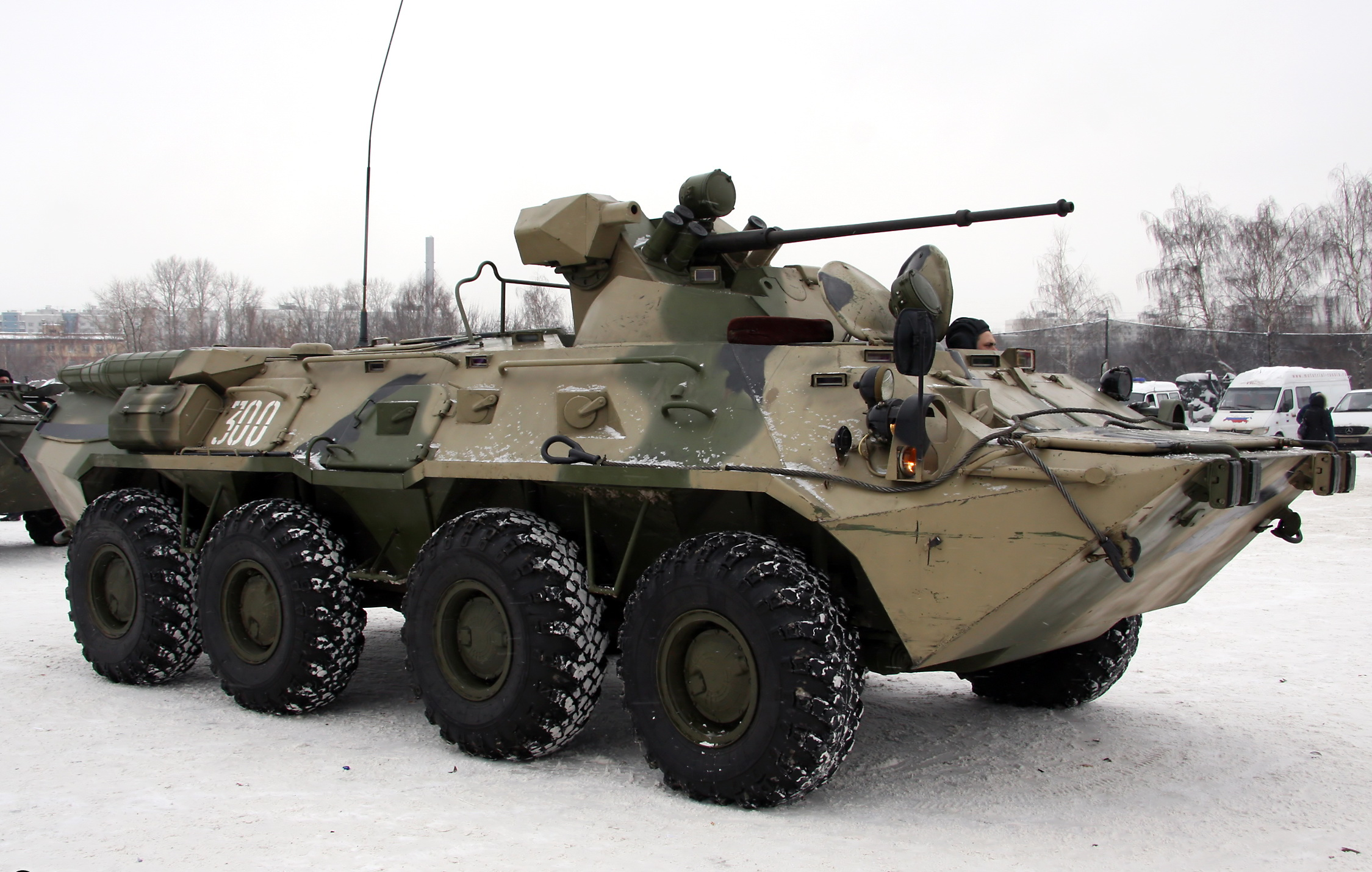
Un BTR-80A russo

- BTR-82A:  versione presentata nel 2009 con armatura migliorata, rivestimento anti-schegge, visore notturno, cannone 2A72 da 30 mm, sistema di navigazione GLONASS e motore da 300 cv.  L'ordine di acquisto è stato firmato dal ministro della Difesa Sergey Shoygu all'inizio del 2013. È dotato di integrazione della torretta remotizzata AU-220M Baikal. Dal 2019, tutti i veicoli hanno ricevuto una protezione aggiuntiva ed un nuovo sistema di controllo del fuoco con termo-camera.
- BTR-80UNSh: versione di base per alcuni veicoli specializzati.

## Utilizzatori
Estonia
- Eesti maavägi

21 BTR-80UNSh ottenuti nel 1992 dopo averli sequestrati ad una compagnia che li stava contrabbandando come macchine agricole. Dopo l'ingresso in servizio sono stati dotati di torretta armata. Ritirati dal servizio a partire dal 2005, ripristinati a fine anni 2000 e successivamente ritirati di nuovo. Nel 2013, i 13 esemplari ancora utilizzabili sono stati trasferiti alla Kaitseliit.
- Kaitseliit

13 BTR-80UNSh trasferiti dall'esercito nel 2013 e utilizzati per l'addestramento.
 Macedonia del Nord
- Armija na Republika Severna Makedonija

12 in servizio nel 2023.
 Serbia
- Kopnena Vojska Srbije

26 BTR-80A acquistati di seconda mano dall'Ungheria nel 2024.
 Ungheria
- Magyar Szárazföldi Haderő

555 di varie versioni consegnati dalla Russia tra il 1996 e il 1999 come compensazione per debiti.
 Venezuela
- Ejército Nacional de la República Bolivariana de Venezuela

114 BTR-80A consegnati tra il 2011 ed il 2014 ed in servizio al settembre 2018.